# Majella Nemzeti Park
A Majella Nemzeti Park Olaszország Abruzzo régiójában található a Majella-hegység területén. 1991-ben alapították a vidék növény- és állatvilágának valamint kulturális örökségének megóvása céljából. A park területén több mint 1700 növényfajt azonosítottak, ami Olaszország teljes növényvilágának mintegy harmadát teszi ki.

## Növényvilága
A nemzeti park növényvilágának jellegzetes képviselői a harangrojt (Soldanella) és az imolafélék.

## Állatvilága
- Kétéltűek: pápaszemes szalamandra, sárgahasú unka.
- Hüllők: ibériai rézsikló, parlagi vipera, római gyík, zöld gyík.
- Madarak: szirti sas, havasi lile, héja, kék cinege, őszapó, darázsölyv, vándorsólyom, vörös vércse, havasi csóka, havasi varjú, Feldegg-sólyom, fekete rigó, fehérhátú fakopáncs, csuszka, havasi szürkebegy, karvaly.
- Emlősök: zerge, gímszarvas, menyét, nyest, vadmacska, hiúz, tarajos sül, európai vidra, olasz farkas, nyuszt, mogyorós pele, közönséges görény, borz.

## Települések
A park területén a következő községek fekszenek: Civitella Messer Raimondo, Fara San Martino, Gamberale, Guardiagrele, Lama dei Peligni, Lettopalena, Montenerodomo, Palena, Palombaro, Pennapiedimonte, Pizzoferrato, Pretoro, Rapino, Taranta Peligna, Ateleta, Campo di Giove, Cansano, Corfinio, Pacentro, Pescocostanzo, Pettorano sul Gizio, Pratola Peligna, Rivisondoli, Rocca Pia, Roccacasale, Roccaraso, Sulmona, Abbateggio, Bolognano, Caramanico Terme, Lettomanoppello, Manoppello, Popoli, Roccamorice, Salle, San Valentino in Abruzzo Citeriore, Sant’Eufemia a Maiella, Serramonacesca, Tocco da Casauria.

## Külső hivatkozások
- A parkfelügyelet honlapja (olaszul)